# Грос-Реннау
Грос-Реннау (нім. Groß Rönnau) — громада в Німеччині, розташована в землі Шлезвіг-Гольштейн. Входить до складу району Зегеберг. Складова частина об'єднання громад Трафе-Ланд.
Площа — 6,38 км2. Населення становить 557 ос. (станом на 31 грудня 2020).